# Zinnowitzlied

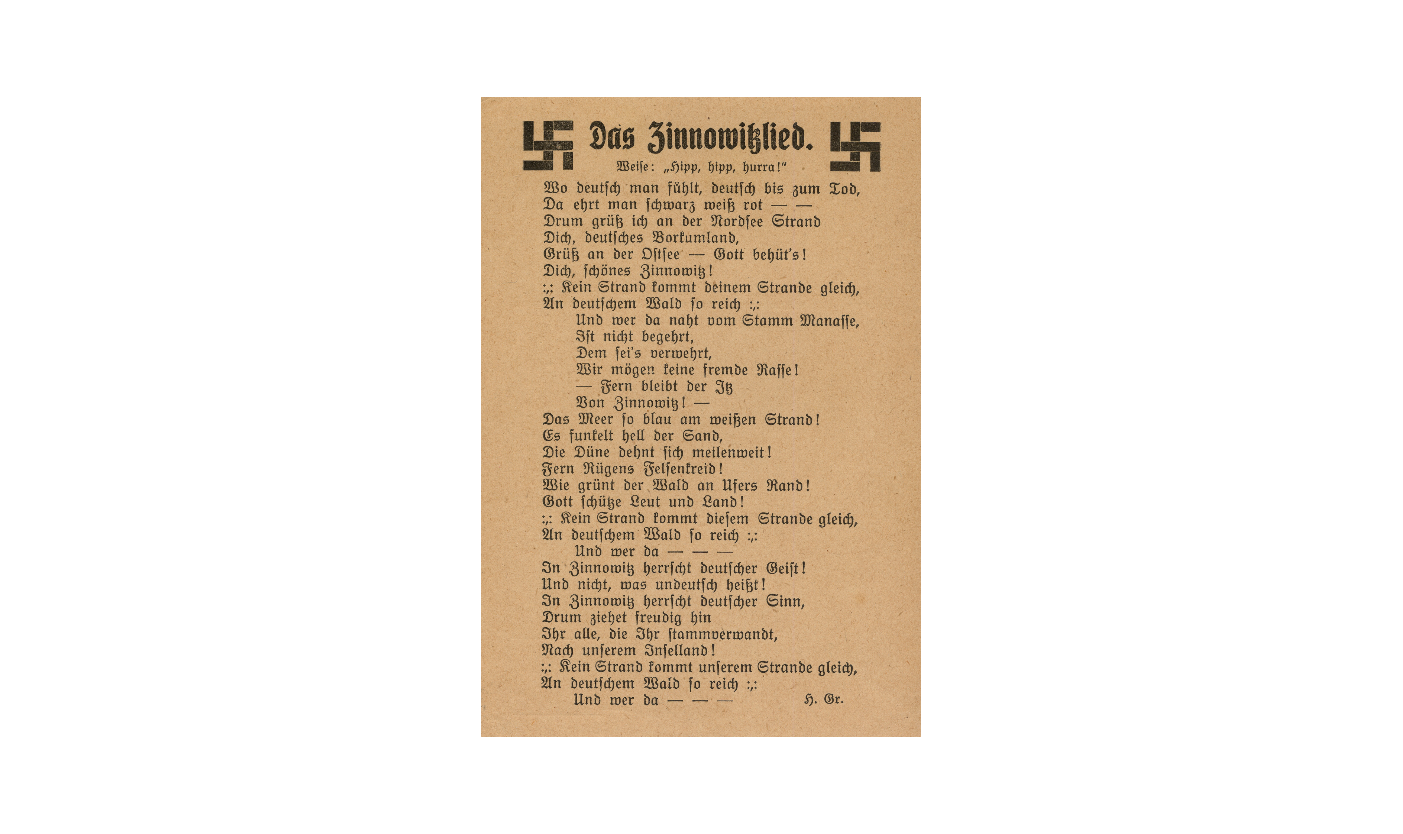
Das Zinnowitzlied auf einer Postkarte aus dem Jahr 1930

Das Zinnowitzlied war ein antisemitisches Lied in den 1920er und 1930er Jahren, das auf Postkarten verbreitet wurde.

## Geschichte
In den 1920er Jahren war Zinnowitz, ein Ostseebad auf der Insel Usedom im Landkreis Vorpommern-Greifswald in Mecklenburg-Vorpommern, neben Borkum einer derjenigen Badeorte, die am stärksten bemüht waren, Juden fernzuhalten.
Die Postkarte mit dem Liedtext wurde in den Andenkenläden von Zinnowitz verkauft. Antisemitisch eingestellte Gäste konnten sie an Gleichgesinnte versenden oder sie zum Mitsingen verwenden, wenn das Kurorchester das Lied als Abschluss jedes Konzertes spielte. Der Verfasser des Liedes ist unbekannt, am Ende des Liedtextes sind auf der Postkarte die Initialen „H. Gr.“ aufgeführt.
Das Zinnowitzlied wurde nach der Melodie des Volksliedes „Hipp, hipp, hurra!“ gesungen.

## Liedtext
Wo deutsch man fühlt, deutsch bis zum Tod,

Da ehrt man schwarz weiß rot — —

Drum grüß ich an der Nordsee Strand

Dich, deutsches Borkumland,

Grüß an der Ostsee — Gott behüt’s!

Dich, schönes Zinnowitz!

:,: Kein Strand kommt deinem Strande gleich,

An deutschem Wald so reich :,: 

Und wer da naht vom Stamm Manasse,

Ist nicht begehrt,

Dem sei’s verwehrt,

Wir mögen keine fremde Rasse!

— Fern bleibt der Itz

Von Zinnowitz! —

Das Meer so blau am weißen Strand!

Es funkelt hell der Sand,

Die Düne dehnt sich meilenweit!

Fern Rügens Felsenkreid!

Wie grünt der Wald an Ufers Rand!

Gott schütze Leut und Land!

:,: Kein Strand kommt diesem Strand gleich,

An deutschem Wald so reich :,: 

Und wer da — — —

In Zinnowitz herrscht deutscher Geist!

Und nicht, was undeutsch heißt!

In Zinnowitz deutscher Sinn,

Drum ziehet freudig hin

Ihr alle, die Ihr stammverwandt,

Nach unserem Inselland!

:,: Kein Strand kommt unserem Strande gleich,

An deutschem Wald so reich :,: 

Und wer da — — —